# الأرثوذكسية المشرقية في مصر

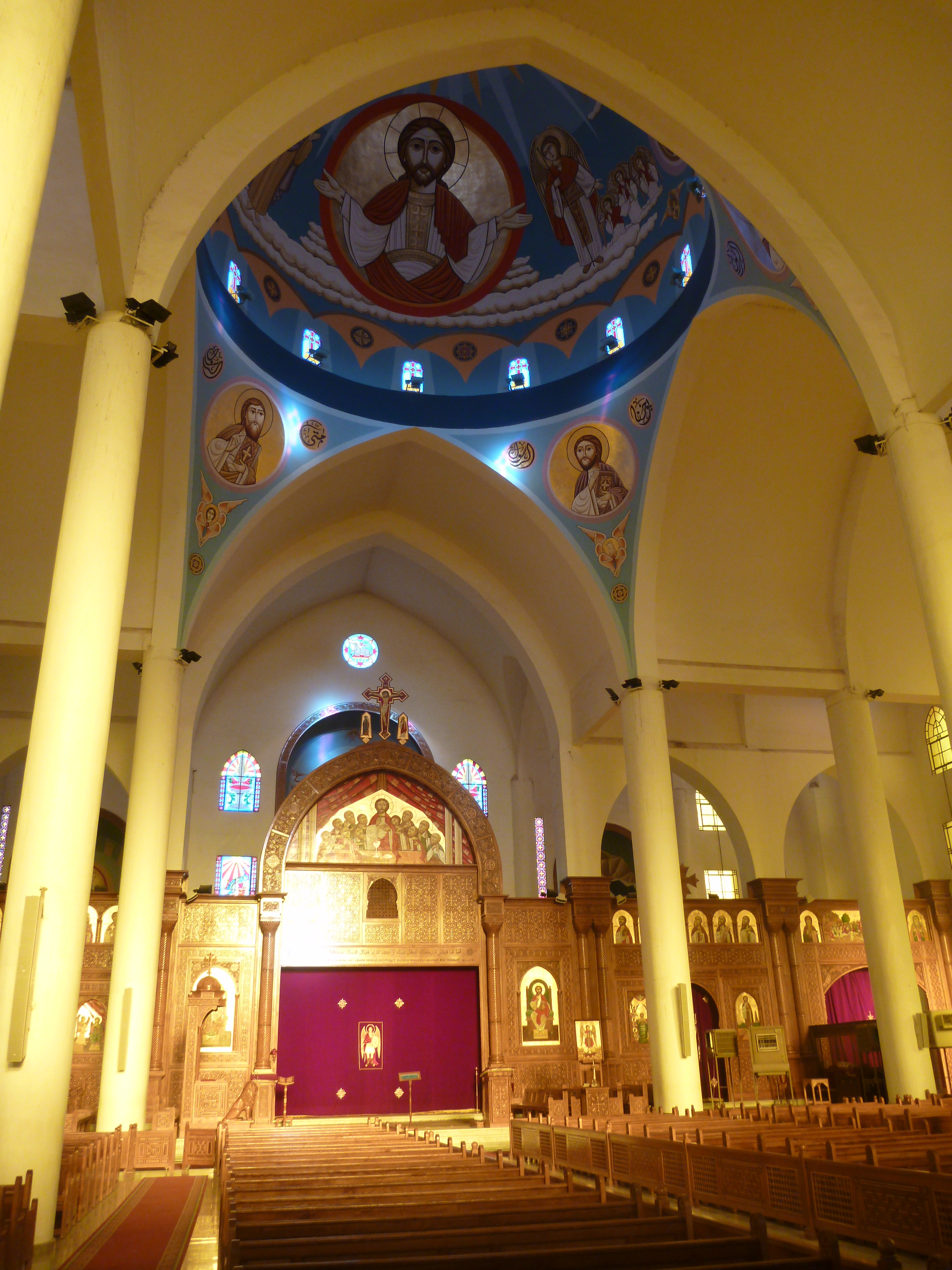
كاتدرائية القديس ميخائيل في أسوان، حيث يظهر صحن الكنيسة والمذبح والقبّة.

الأرثوذكسية المشرقية في مصر تمثل المسيحيين في مصر أتباع الكنائس الأرثوذكسية المشرقية. من الناحية الديموغرافية، يشكل المسيحيون الأرثوذكس المشرقيون غالبية المسيحيين في مصر.
الطائفة الرئيسية للأرثوذكسية المشرقية في مصر هي الكنيسة القبطية الأرثوذكسية بالإسكندرية. يشغل تواضروس الثاني كرسي بابا الكنيسة القبطية الأرثوذكسية بالإسكندرية، ويوجد أيضًا حوالي 8000 أرمن أرثوذكسي مشرقي في مصر وحوالي 500 مسيحي أرثوذكسي مشرقي في الكنيسة السريانية الأرثوذكسية.

## الأقباط الأرثوذكس في مصر
توجد 72 أبرشية للأقباط الأرثوذكس في مصر، والبابا المسئول هو البابا تواضروس الثاني.

## الأرمن الأرثوذكس في مصر
توجد كنيستان للأرمن الأرثوذكس في مصر، والمطران المسئول هو المطران أشود مانتسكيان.

## السريان الأرثوذكس في مصر
توجد كنيسة واحدة للسريان الأرثوذكس في مصر، والمسئول عن الكنيسة هو الربان فيلبس عيسى.